# Vadim Dubrovitskij
Vadim Dubrovitskij (russisk: Вадим Феликсович Дубровицкий) (født 25. juli 1960 i Luninets i Sovjetunionen) er en russisk filminstruktør og manuskriptforfatter.

## Filmografi
- Ivanov (Иванов, 2010)[1][2]